# Schleinitzia hoffmannii
Schleinitzia hoffmannii là một loài thực vật có hoa trong họ Đậu. Loài này được (Vatke) Guinet miêu tả khoa học đầu tiên năm 1969.